# Марек Заганьчик
Марек Заганьчик (пол. Marek Zagańczyk; нар. 10 лютого 1967, Варшава) — польський письменник, есеїст, видавець, заступник головного редактора газети «Зешити літерацькі», який друкується щоквартально.
Випускник Факультету знань про театр при Театральній Академії у Варшаві. Магістерську дипломну роботу про Тимона Терлецького (театрального есеїста) захистив у 1989 році під патронатом проф. Збігнева Рашевського. В роках 1989–1990 був журналістом відділу культури журналу «Спостерігач». З 1989 до 1991 року був членом редакції місячного журналу «Театр». Від 1989 року викладач Театральної Академії у Варшаві. У 1991–2008 роках був секретарем редакції, а з вересня 2008 року заступник головного редактора газети «Зешити літерацькі». Редактор серії «Подорожі» (Зешити літерацькі). Куратор архіву та спадщини Павла Герца.
Літературні есе, замальовки та рецензії публікував у газетах «Культура Незалежна», «Театр», «Газета виборча» та «Зешити літерацькі».
Марафонець, володар Корони польських марафонів, учасник марафонів у Берліні, Флоренції, Мюнхені та Парижі.

## Творчість

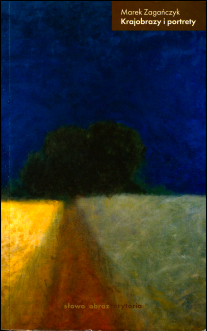
Марек Заганьчик, Пейзажі та портрети

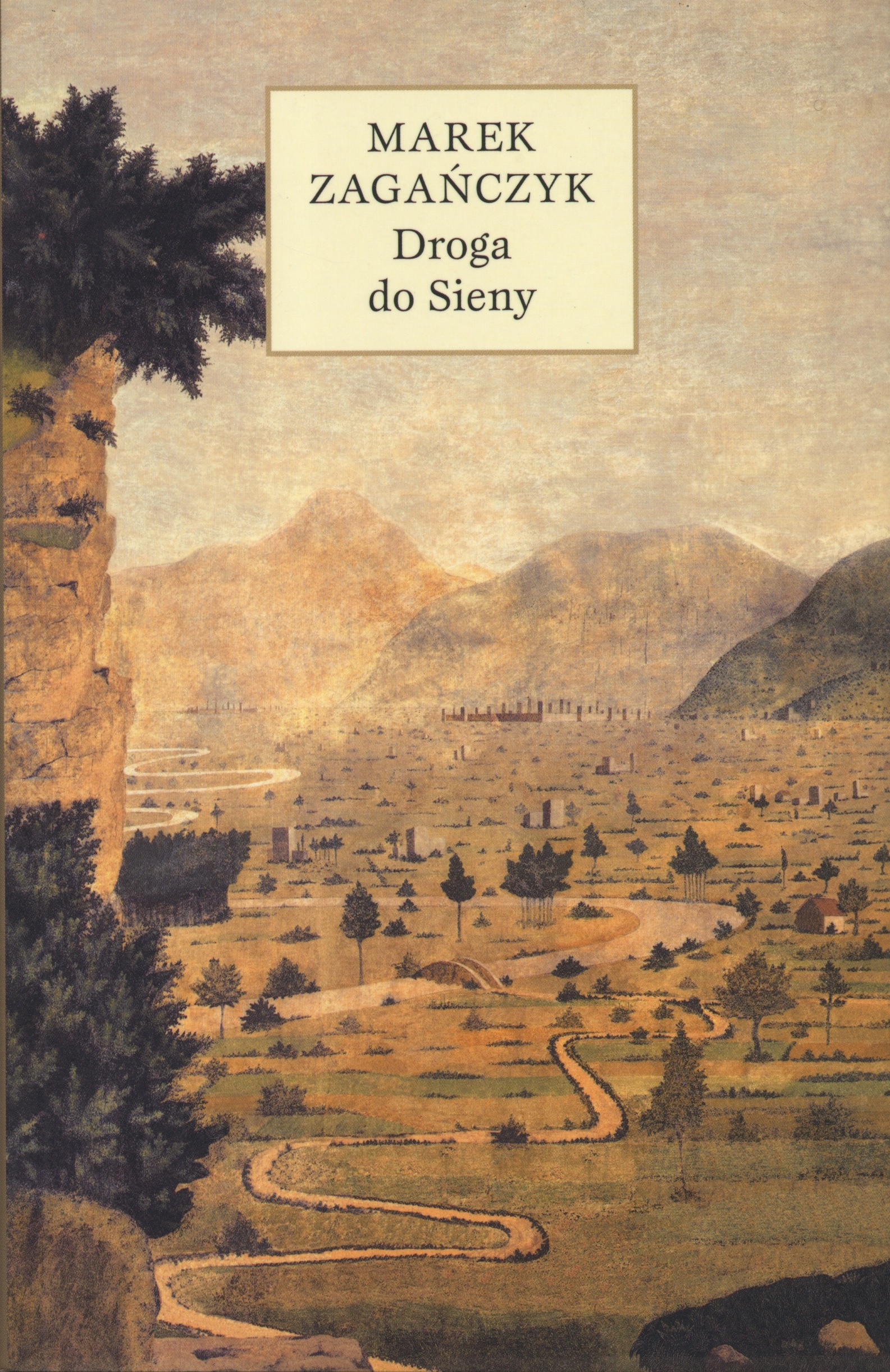
Марек Заганьчик, Дорога до Сіэни

Автор замальовок з подорожей. «Замальовки Марка Заганьчика розповідають про подорожі та книги, іншими словами, вони об'єднують опис двох подорожей — ментальної та дійсної. Це медитації над культурою та життям, а значить і над тим, що є суттю нашого биту, бо ми живемо у природі й культурі. В природі, котра є стихією, і в культурі, яка цю стихію уярмлює, стримує, робить з неї дім» (Павло Герц). У своїй творчості зосереджується на подорожах італією слідами письменників, гуманістів, мандрівників: Павла Муратова, Збіґнєва Герберта, Е. М. Форстера, Патріка Фермора, Брюса Чатвіна, Ярослава Івашкевича, Кларка Кеннета, Грегоровіуса Фердинанда, Бернарда Беренсона. У книжці Пейзажі та портрети (1999 рік) знаходяться замальовки з подорожі на Корсику, до Італії, Австрії, Нідерландів, та Польщі, а також постаті В. Г. Одена, Макса Бірбома, Ісаї Берліна, Е. М. Форстера, Ежена Фромантена, Гуґо фон Гофмансталя, Ярослава Івашкевича, Генрі Джеймса, Яна Котта, Володимира Набокова, Івліна Во.

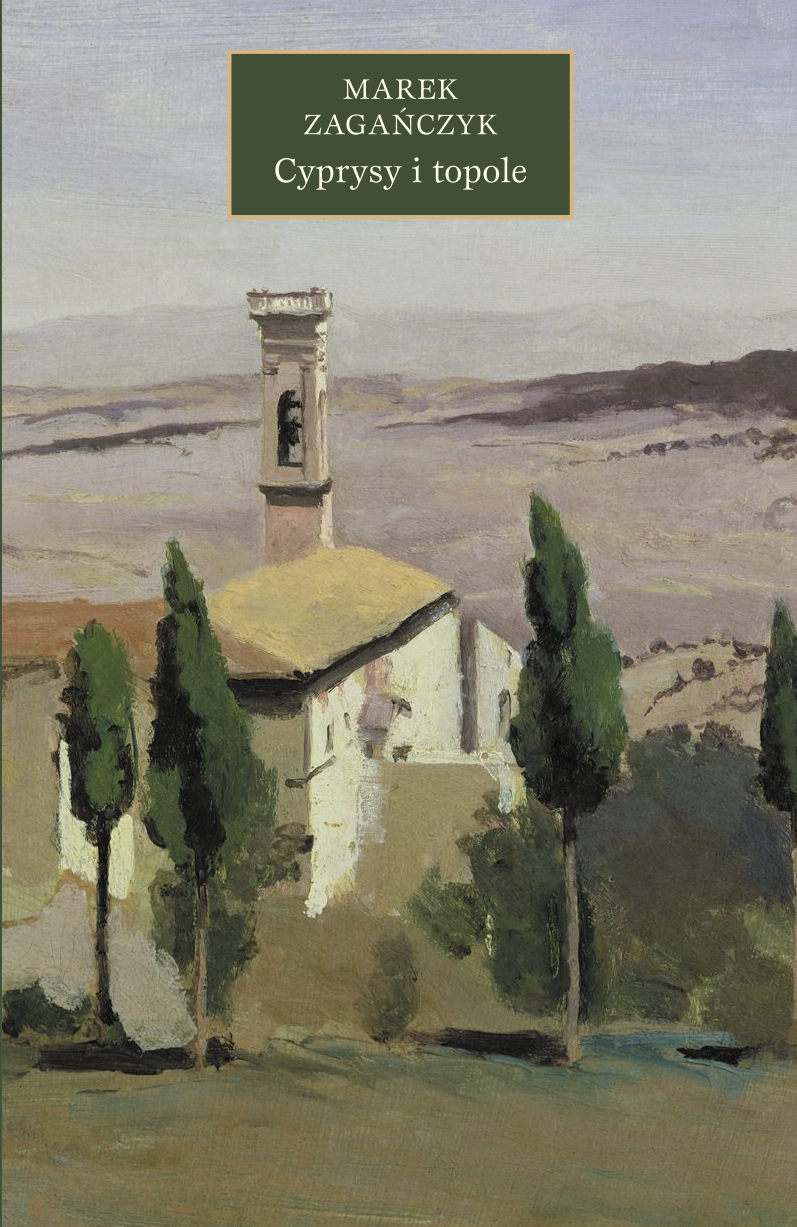
Марек Заганьчик, Кипариси і тополі

Дорога до Сієни (2005 рік) є зібранням замальовок, присвячених пейзажам і мистецтву Тоскани. «Дорога до Сієни належить до традиції подорожі ХХ століття, а отже на перехресті есею та автобіографії, […] у назві слово „дорога“ є ключовим, отже подорож не його ціль. […] Текст живиться невтомним діалогом з відомими мандрівниками землею Італії, від Стендаля до Камю і Ґерлінґа-Ґрудзінського, має свою незатерту фізіономію, виразний стиль автора, знак його вразливості та інтелігенції. […] В той час коли класична італійська подорож відбувалась простою лінією, з півночі на південь […] то у випадку Дороги до Сієни лінія є капризною, утворює коло, завертає, читач кожен раз заглиблюється у смислову дійсність пейзажу, красу неповторного поєднання творів людини і природи» (Іоанна Угневська). У книзі також можна знайти постаті Ервіна Аксера, Ніколаса Бовера, Брюса Чатвіна, Джузеппе Томазі ді Лампедуза, В. Найпола, Віти Секвілл-Вест, Єжи Стемповського.
Кипариси і тополі (2012 рік) це «зібрання замальовок, які є видом творів, які відносять до місць, в яких жили, або з якими були пов'язані художники та письменники, близькі автору. Силою цієї книги є знання предмету, чарівністю — чутливий опис» (Юлія Гартвіґ). Книга розкриває суть мистецтва подорожі, вписаної в неї самотності. Це провідник по місцях, творах мистецтва та літератури. У творі виділено місця: Азоло, Бишеви, Валь д'Орча, Феррара, Інфланти, Корсика, Крит, Піза, Женджіни, Венеція.
Марек Заганьчик — знавець сучасного літературного життя та есеїстики, про що вів заняття в Театральній Академії ім. А Зельверовича у Варшаві (заняття відзначені нагородою ректора Академії).

## Видавець
Доробок заступника головного редактора газети «Зешити літерацькі», Марка Заганьчика, між іншим складається з: кореспонденції Ярослава Івашкевича та Павла Герца, яка розміщувалась на шпальтах газети; Портрет молодого митця. Листи Юзефа Рейнфельда Ярославу Івашкевичу (Варшава 1997 — разом з Павлом Герцом); том есе Яна Котта Новий Йонаш та інші замальовки (Вроцлав 1994 — вступ і опрацювання); редакторська співпраця над томами кореспонденції Збіґнєва Герберта, Чеслава Мілоша, Єжи Стемповського. В редагованій ним серії «Подорожі» (Зешити літерацькі) досьогодні вказувались книги Еви Вєньковської, Войцеха Карпіньського, Клаудіо Маргіса, Шандора Мараї, Павла Муратова, Єжи Стемповського, Адама Шчучіньського, Іоанни Уґнєвської, Томаса Венцлова.

## Книги
- Krajobrazy i portrety (есе; słowo/obraz terytoria 1999, ISBN 83-87316-82-2)
- Droga do Sieny (літературні замальовки; Zeszyty Literackie 2005, ISBN 83-60046-05-0)
- Cyprysy i topole (літературні замальовки; Zeszyty Literackie 2012, ISBN 83-60046-32-6)

## Стипендії
- 1992 Fonds d'Aide Aux Lettres Polonaises Indépendantes, Париж
- 1993 Стипендія ім. Станіслава Лема, Société Historique et Littéraire Polonaise, Париж
- 2011 Akademie der Künste, Берлін

## Нагороди
Кавалерський Хрест Ордену Відродження Польщі — 2012 за видатні досягнення в творчій роботі, публічній та видавничій діяльності, за заслуги в популяризації літератури